# Phytoseius neohongkongensis
Phytoseius neohongkongensis är en spindeldjursart som beskrevs av Moraes och D. McMurtry 1989. Phytoseius neohongkongensis ingår i släktet Phytoseius och familjen Phytoseiidae. Inga underarter finns listade i Catalogue of Life.